# Hradčanská pahorkatina
Hradčanská pahorkatina je geomorfologický podokrsek, zalesněné kapesní pohoří, členitá pískovcová plošina či pahorkatina, ležící v okrese Česká Lípa mezi pásmem Máchova jezera na jihu, řeky Ploučnice na severu, silnicí Doksy – Mimoň na východě a Provodínem na západě. Zabírá katastrální území města Doksy a těsně přiléhající obce Hradčany. Oblast je místně (nesprávně) nazývána Polomené hory (srovnej Polomené hory), kromě toho má celou řadu dalších místopisných názvů: Kumerské pohoří, Kummerské pohoří, Kummer, Kummergebirge, Komárovské pohoří, Komáří vrchy, Hradčanské bučiny. Ve 20. století bylo území součástí bývalého vojenského prostoru Ralsko, později přešlo do správy Vojenských lesů a statků ČR.

## Charakter území

### Geologie
Hradčanská pahorkatina je protažena ve směru SZ–JV, je asi 6 km dlouhá a 4 km široká, oproti okolní krajině vystupuje zhruba o 50 až 70 m výše a je poměrně výrazně tektonicky ohraničená. Nejsložitější morfologii má ve svém severovýchodním výběžku – Hradčanských stěnách (takto se někdy mylně nazývá celé pohoří) nad blízkou vesnicí Hradčany, kde jsou nejvíce vyvinuty četné formy selektivního zvětrávání a odnosu pískovců, i do forem malých skalních měst. Ve velmi rozmanité pískovcové plošině se vyskytují jak šedé až hnědé kvádrové pískovce, tak žlutavé a někdy až cihlově červené vápnité pískovce. Pískovce, často ve formě převisů, jsou odkryty zejména v bezpočtu dílčích roklí, jež jsou na jiných místech zase střídány různými hřbety. Projevuje se zde velká svahová dynamika projevující se odlamováním skal a lokálními sesuvy. Pískovcová plošina je na několika místech proražena třetihorními čedičovými neovulkanity – vůbec nejvyšším vrcholem celého pohoří je Dub (458 m n. m.) v severozápadní části pohoří v oboře Velký Dub, druhý výrazný vrchol je Pecopala neboli Pec (453 m n. m.) v jihovýchodní části pohoří.

### Geomorfologické členění

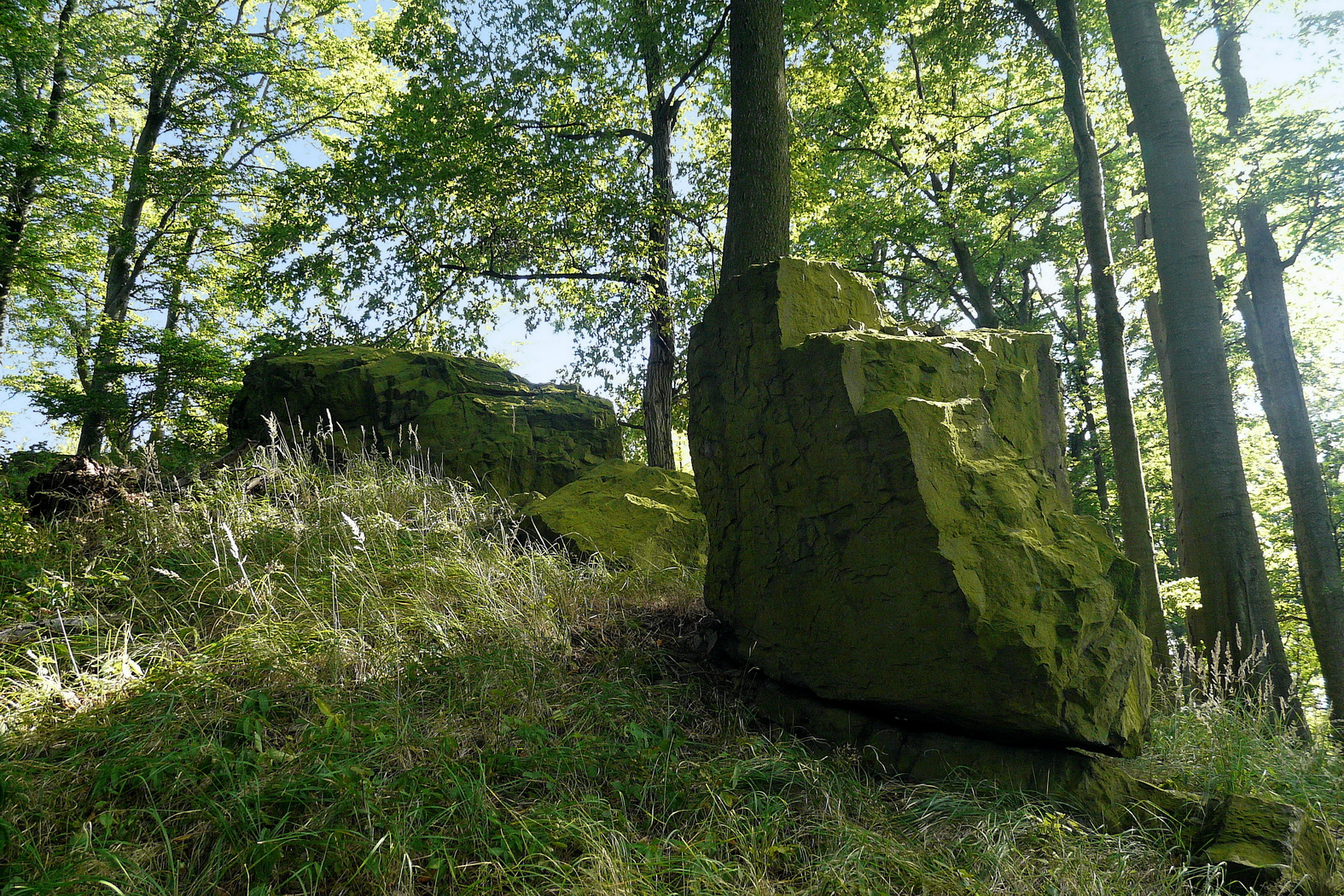
Čedičové skály na Pecopale

V geomorfologickém smyslu je Hradčanská pahorkatina podokrsek, jemuž je nadřazenou jednotkou okrsek Provodínská pahorkatina. Na severozápadě na území navazuje další, ale převážně již bezlesá skupina neovulkanitů patřící do Provodínské pahorkatiny – podokrsek Provodínské kameny. Další okolní jednotky vyššího řádu jsou Jestřebská kotlina a Českolipská kotlina.

### Vodstvo
Přestože srážky jsou zde jsou jen průměrné a neprotéká zde žádný stálý vodní tok, působí pohoří vlhkým dojmem a podobá se Labským pískovcům – v roklích se nalézají skály porostlé mechovými koberci či mechové zahrádky a udržují se louže a mokřady. Způsobují to jílové minerály, jež se ve velkém množství uvolňují z vápnitých pískovců, zvětralých vulkanitů a spraší. Okolní nížiny jsou naopak dosti vodnaté, jsou odvodňovány na severu Ploučnicí a jinde jejími přítoky – na východě Hradčanským a Břehyňským potokem a na jihu Robečský potokem s prominentním Máchovým jezerem.

### Zalesnění
Jedná se zřejmě o poslední pískovcové pohoří, kde se běžně dochoval původní „před-borový“ les. V okolí Ploučnice se nalézají prosvětlené doubravy, které zde pravděpodobně rostly už v mezolitu, na pískovcích jsou zde běžně rozsáhlé bučiny a další listnaté stromy. Jinak je však území porostlé mladým jehličnatým lesem.

### Osídlení
Na různých místech pohoří byly nalezeny stopy (keramické zlomky a pazourky) po osídlení několika pravěkými kulturami.

### Ochrana přírody
Celé území Hradčanské pahorkatiny je součástí chráněné lokality Ptačí oblast Českolipsko - Dokeské pískovce a mokřady a evropsky významné lokality Jestřebsko-Dokesko soustavy Natura 2000. Jižní část území s vrchem Pecopala je chráněno v rámci národní přírodní rezervace Břehyně – Pecopala, dříve se uvažovalo o rozšíření rezervace na celé území.